# アルフレート・メルツ
アルフレート・メルツ（ドイツ語: Alfred Merz, 1880年1月24日 - 1925年8月16日）は、オーストリアの海洋学者。ベルリン大学教授。同大付属海洋研究所長。
はじめ第一次世界大戦の軍事的要求から、ボスポラス海峡、ダーダネルス海峡などの潮流や、北海、英仏海峡の潮汐を調査した。1905年にヴァン・ヴァルフリート・エクマンが考案した流速計に改良を加えてエクマン=メルツ流速計を完成。密度流の研究や、チャレンジャー号等の観測記録を整理するなど、海洋大循環に深い関心をもっていた。自身も海洋探検を計画し、ドイツ船メテオール号により南大西洋の調査を行った。しかし、観測半ばにしてブエノスアイレスにて客死した。